# 262 Valda
Valda (asteroide 262) é um asteroide da cintura principal, a 2,0058616 UA. Possui uma excentricidade de 0,2141044 e um período orbital de 1 489,33 dias (4,08 anos).
Valda tem uma velocidade orbital média de 18,64338132 km/s e uma inclinação de 7,70896º.
Esse asteroide foi descoberto em 3 de novembro de 1886 por Johann Palisa.